# Microdon eggeri
Microdon eggeri là một loài ruồi trong họ Ruồi giả ong (Syrphidae). Loài này được Mik mô tả khoa học đầu tiên năm 1897. Microdon eggeri phân bố ở vùng Cổ Bắc giới